# L'Escorte (film, 1996)
Pour les articles homonymes, voir L'Escorte.
Pour plus de détails, voir Fiche technique et Distribution.
L'Escorte (The Escort) est un film canadien réalisé par Denis Langlois et sorti en 1996. C'est une comédie de mœurs se déroulant dans le contexte de l'épidémie du SIDA.

## Fiche technique
- Réalisation : Denis Langlois
- Scénario : Bertrand Lachance, Denis Langlois
- Photographie : Yves Beaudoin
- Montage : Meiyen Chan, Denis Langlois
- Musique : Bertrand Chénier
- Genre : Comédie de mœurs, drame psychologique[2]
- Production : Castor & Pollux
- Distributeur : Cinéma Libre
- Durée : 92 minutes
- Date de sortie :
  - Canada : 11 septembre 1996

## Distribution
- Paul-Antoine Taillefer : Philippe
- Éric Cabana : Jean-Marc
- Robin Aubert : Steve
- Patrice Coquereau : Christian
- Marie-Claude Lefebvre : Nathalie
- Louise Laprade : la mère de Philippe
- Jasmin Roy : Joe